# CUDA
CUDA, wat staat voor Compute Unified Device Architecture, is een GPGPU-technologie die het de programmeur mogelijk maakt om gebruik te maken van de programmeertaal C om algoritmes uit te voeren op de GPU.

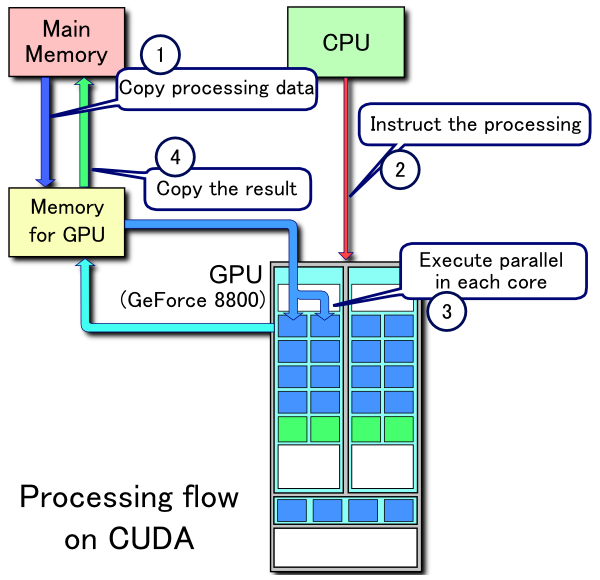
Verloop van een verwerking met CUDA
1. Kopieer data van main mem naar GPU mem
2. CPU geeft instructies voor het proces op de GPU
3. GPU voert parallel uit in elke core
4. Kopieer het resultaat van GPU mem naar main mem

CUDA is ontwikkeld door NVIDIA en om gebruik te maken van deze computerarchitectuur is er een NVIDIA-GPU en een speciale stream processing-driver vereist. CUDA werkt alleen op de nieuwere grafische kaarten GeForce 8-serie, die gebruikmaken van de G8x GPU's; NVIDIA garandeert dat programma's ontwikkeld voor de GeForce 8-serie zonder enige aanpassing zullen werken op alle toekomstige NVIDIA-grafische kaarten. 
CUDA geeft ontwikkelaars toegang tot de native instruction-set en geheugen van de omvangrijke parallelle computerelementen in CUDA GPU-s. Gebruikmakend van CUDA worden de NVIDIA GeForce-gebaseerde GPU's effectief krachtige, programmeerbare open architecturen, zoals hedendaagse CPU's.

## Voor- en nadelen
CUDA heeft enkele voor- en nadelen ten opzichte van traditionele 'general-purpose computation' op GPU's (GPGPU) door gebruik van API's.
Voordelen:
- Maakt gebruik van standaard C, met enkele simpele extensies;
- Scattered writes - code kan naar willekeurige adressen in het geheugen schrijven;
- Shared memory;
- Snellere downloads en readbacks van en naar de GPU;
- Volledige ondersteuning voor integer- en bit-wise-bewerkingen.

Nadelen:
- Ondersteunt alleen bilinear texture filtering - mipmapped textures en anisotropic filtering worden heden nog niet ondersteund;
- Recursieve functies worden niet ondersteund;
- Enkele afwijkingen ten opzichte van IEEE 754-standaard. Denormals en signalling NaN's worden niet ondersteund, alleen twee afrondingsmethodes worden ondersteund (chop en round-to-nearest even);
- CUDA-enabled GPU's worden alleen door NVIDIA gemaakt (GeForce, Quadro, Tesla).

## Ondersteuning
Een tabel van apparaten welke officieel ondersteuning van CUDA hebben (Veel applicaties vereisen minstens 256 MB VRAM).
| Nvidia GeForce          |
| ----------------------- |
| GeForce GTX TITAN-Z     |
| GeForce GTX TITAN-X     |
| GeForce GTX TITAN BLACK |
| GeForce GTX TITAN       |
| GeForce GTX 1080 Ti     |
| GeForce GTX 1080        |
| GeForce GTX 1070 Ti     |
| GeForce GTX 1070        |
| GeForce GTX 1060 (6GB)  |
| GeForce GTX 1060 (3GB)  |
| GeForce GTX 1050 Ti     |
| GeForce GTX 1050        |
| GeForce GTX 980 Ti      |
| GeForce GTX 980         |
| GeForce GTX 970         |
| GeForce GTX 960         |
| GeForce GTX 950         |
| GeForce GTX 780 Ti      |
| GeForce GTX 780         |
| GeForce GTX 770         |
| GeForce GTX 750         |
| GeForce GTX 760 (OEM)   |
| GeForce GTX 760         |
| GeForce GTX 690         |
| GeForce GTX 680         |
| GeForce GTX 680M        |
| GeForce GTX 670         |
| GeForce GTX 660         |
| GeForce GTX 660 Ti      |
| GeForce GTX 660         |
| GeForce GTX 660M        |
| GeForce GTX 650 Ti      |
| GeForce GTX 650         |
| GeForce GTX 650M        |
| GeForce GT 640          |
| GeForce GTX 640M        |
| GeForce GTX 590         |
| GeForce GTX 580         |
| GeForce GTX 570         |
| GeForce GTX 555         |
| GeForce GTX 480         |
| GeForce GTX 470         |
| GeForce GTX 465         |
| GeForce GTX 460         |
| GeForce GTX 295         |
| GeForce GTX 285         |
| GeForce GTX 280         |
| GeForce GTX 275         |
| GeForce GTX 260         |
| GeForce GTS 250         |
| GeForce GTS 240         |
| GeForce GT 240          |
| GeForce GT 230          |
| GeForce GT 220          |
| GeForce 210/G210        |
| GeForce 9800 GX2        |
| GeForce 9800 GTX+       |
| GeForce 9800 GTX        |
| GeForce 9800 GT         |
| GeForce 9600 GSO        |
| GeForce 9600 GT         |
| GeForce 9500 GT         |
| GeForce 9400 GT         |
| GeForce 9400 mGPU       |
| GeForce 9300 mGPU       |
| GeForce 9100 mGPU       |
| GeForce 8800 Ultra      |
| GeForce 8800 GTX        |
| GeForce 8800 GTS        |
| GeForce 8800 GT         |
| GeForce 8800 GS         |
| GeForce 8600 GTS        |
| GeForce 8600 GT         |
| GeForce 8600 mGT        |
| GeForce 8500 GT         |
| GeForce 8400 GS         |
| GeForce 8300 mGPU       |
| GeForce 8200 mGPU       |
| GeForce 8100 mGPU       |

| Nvidia GeForce Mobile |
| --------------------- |
| GeForce GTX 285M      |
| GeForce GTX 840M      |
| GeForce GTX 280M      |
| GeForce GTX 260M      |
| GeForce GTS 360M      |
| GeForce GTS 350M      |
| GeForce GTS 260M      |
| GeForce GTS 250M      |
| GeForce GT 555M       |
| GeForce GT 540M       |
| GeForce GT 335M       |
| GeForce GT 330M       |
| GeForce GT 325M       |
| GeForce GT 320M       |
| GeForce GT 240M       |
| GeForce GT 230M       |
| GeForce GT 220M       |
| GeForce G210M         |
| GeForce GTS 160M      |
| GeForce GTS 150M      |
| GeForce GT 130M       |
| GeForce GT 120M       |
| GeForce G110M         |
| GeForce G105M         |
| GeForce G103M         |
| GeForce G102M         |
| GeForce G100          |
| GeForce 9800M GTX     |
| GeForce 9800M GTS     |
| GeForce 9800M GT      |
| GeForce 9800M GS      |
| GeForce 9700M GTS     |
| GeForce 9700M GT      |
| GeForce 9650M GT      |
| GeForce 9650M GS      |
| GeForce 9600M GT      |
| GeForce 9600M GS      |
| GeForce 9500M GS      |
| GeForce 9500M G       |
| GeForce 9400M G       |
| GeForce 9300M GS      |
| GeForce 9300M G       |
| GeForce 9200M GS      |
| GeForce 9100M G       |
| GeForce 8800M GTX     |
| GeForce 8800M GTS     |
| GeForce 8700M GT      |
| GeForce 8600M GT      |
| GeForce 8600M GS      |
| GeForce 8400M GT      |
| GeForce 8400M GS      |
| GeForce 8400M G       |
| GeForce 8200M G       |

| Nvidia Quadro             |
| ------------------------- |
| Quadro FX 5800            |
| Quadro FX 5600            |
| Quadro FX 4800            |
| Quadro FX 4700 X2         |
| Quadro FX 4600            |
| Quadro FX 3800            |
| Quadro FX 3700            |
| Quadro FX 1800            |
| Quadro FX 1700            |
| Quadro FX 580             |
| Quadro FX 570             |
| Quadro FX 380             |
| Quadro FX 370             |
| Quadro NVS 450            |
| Quadro NVS 420            |
| Quadro NVS 295            |
| Quadro NVS 290            |
| Quadro Plex 1000 Model IV |
| Quadro Plex 1000 Model S4 |

| Nvidia Quadro Mobile |
| -------------------- |
| Quadro FX 3800M      |
| Quadro FX 3700M      |
| Quadro FX 3600M      |
| Quadro FX 2800M      |
| Quadro FX 2700M      |
| Quadro FX 1800M      |
| Quadro FX 1700M      |
| Quadro FX 1600M      |
| Quadro FX 880M       |
| Quadro FX 770M       |
| Quadro FX 570M       |
| Quadro FX 380M       |
| Quadro FX 370M       |
| Quadro FX 360M       |
| Quadro NVS 320M      |
| Quadro NVS 160M      |
| Quadro NVS 150M      |
| Quadro NVS 140M      |
| Quadro NVS 135M      |
| Quadro NVS 130M      |

| Nvidia Tesla |
| ------------ |
| Tesla S1070  |
| Tesla M1060  |
| Tesla C1060  |
| Tesla C870   |
| Tesla D870   |
| Tesla S870   |

## Voorbeeld
Deze voorbeeldcode in C++ laadt een texture van een afbeelding in een array op de GPU:
```
cudaArray
*
 
cu_array
;

texture
<
float
,
 
2
>
 
tex
;

// Alloceert array

cudaChannelFormatDesc
 
description
 
=
 
cudaCreateChannelDesc
<
float
>
();

cudaMallocArray
(
&
cu_array
,
 
&
description
,
 
width
,
 
height
);

// Kopieert afbeelding data naar array

cudaMemcpy
(
cu_array
,
 
image
,
 
width
*
height
*
sizeof
(
float
),
 
cudaMemcpyHostToDevice
);

// Bindt de array naar de texture

cudaBindTextureToArray
(
tex
,
 
cu_array
);

// Start kernel

dim3
 
blockDim
(
16
,
 
16
,
 
1
);

dim3
 
gridDim
(
width
 
/
 
blockDim
.
x
,
 
height
 
/
 
blockDim
.
y
,
 
1
);

kernel
<<<
 
gridDim
,
 
blockDim
,
 
0
 
>>>
(
d_odata
,
 
height
,
 
width
);

cudaUnbindTexture
(
tex
);

__global__
 
void
 
kernel
(
float
*
 
odata
,
 
int
 
height
,
 
int
 
width
)

{

   
unsigned
 
int
 
x
 
=
 
blockIdx
.
x
*
blockDim
.
x
 
+
 
threadIdx
.
x
;

   
unsigned
 
int
 
y
 
=
 
blockIdx
.
y
*
blockDim
.
y
 
+
 
threadIdx
.
y
;

   
float
 
c
 
=
 
tex2D
(
tex
,
 
x
,
 
y
);

   
odata
[
y
*
width
+
x
]
 
=
 
c
;

}

```

Hieronder is een voorbeeld in Python die het product berekent van twee arrays op de GPU. De onofficiële Python-bindings kunnen worden verkregen van PyCUDA.
```
import
 
pycuda.driver
 
as
 
drv

import
 
numpy

import
 
pycuda.autoinit

mod
 
=
 
drv
.
SourceModule
(
"""

__global__ void multiply_them(float *dest, float *a, float *b)

{

  const int i = threadIdx.x;

  dest[i] = a[i] * b[i];

}

"""
)

multiply_them
 
=
 
mod
.
get_function
(
"multiply_them"
)

a
 
=
 
numpy
.
random
.
randn
(
400
)
.
astype
(
numpy
.
float32
)

b
 
=
 
numpy
.
random
.
randn
(
400
)
.
astype
(
numpy
.
float32
)

dest
 
=
 
numpy
.
zeros_like
(
a
)

multiply_them
(

        
drv
.
Out
(
dest
),
 
drv
.
In
(
a
),
 
drv
.
In
(
b
),

        
block
=
(
400
,
1
,
1
))

print
 
dest
-
a
*
b

```

Aanvullende Python-bindings om matrixvermenigvuldiging te vereenvoudigen kunnen worden gevonden in het programma pycublas.
```
import
 
numpy

from
 
pycublas
 
import
 
CUBLASMatrix

A
 
=
 
CUBLASMatrix
(
 
numpy
.
mat
([[
1
,
2
,
3
],
 
[
4
,
5
,
6
]],
numpy
.
float32
)
 
)

B
 
=
 
CUBLASMatrix
(
 
numpy
.
mat
([[
2
,
3
],
 
[
4
,
5
],
 
[
6
,
7
]],
numpy
.
float32
)
 
)

C
 
=
 
A
*
B

print
 
C
.
np_mat
()

```

## Programmeerhulpmiddelen
- Python - PyCUDA
- Java - jCUDA, JCuda, JCublas, JCufft
- .NET - CUDA.NET
- MATLAB - MATLAB plug-in for CUDA, GPUmat, Jacket
- Fortran - FORTRAN CUDA, PGI CUDA Fortran Compiler

## Generaties GPU's

### Fermi
De generatie GPU's met de codenaam Fermi (uitgebracht 27 maart 2010, GeForce 400 Series [GF100]) werd vanaf het begin ontworpen om ondersteuning te bieden voor meer programmeertalen zoals C++. Er wordt verwacht om acht keer de piek double-precision floating-point prestaties te bereiken in vergelijking met Nvidia's vorige-generatie Tesla-GPU. Het introduceert ook een aantal nieuwe functies zoals:
- Tot 512 CUDA-cores en 3 miljard transistors
- NVIDIA Parallel DataCache
- NVIDIA GigaThread engine
- Ondersteuning voor ECC-geheugen
- Gedegen ondersteuning voor Microsoft Visual Studio

### Kepler
Kepler (2016) ondersteunt eveneens CUDA.

### Volta
Volta is anno 2018 de meest recente generatie van grafische kaarten. Deze ondersteunt ook CUDA.